# Фернель (місячний кратер)
Кра́тер Ферне́ль (лат. Fernelius) — великий стародавній метеоритний кратер у південній півкулі видимого боку Місяця. Назву присвоєно на честь французького математика, астронома і лікаря Жана Фернеля (1497—1558) й затверджено Міжнародним астрономічним союзом у 1935 році. Утворення кратера відбулося у донектарському періоді.

## Опис кратера

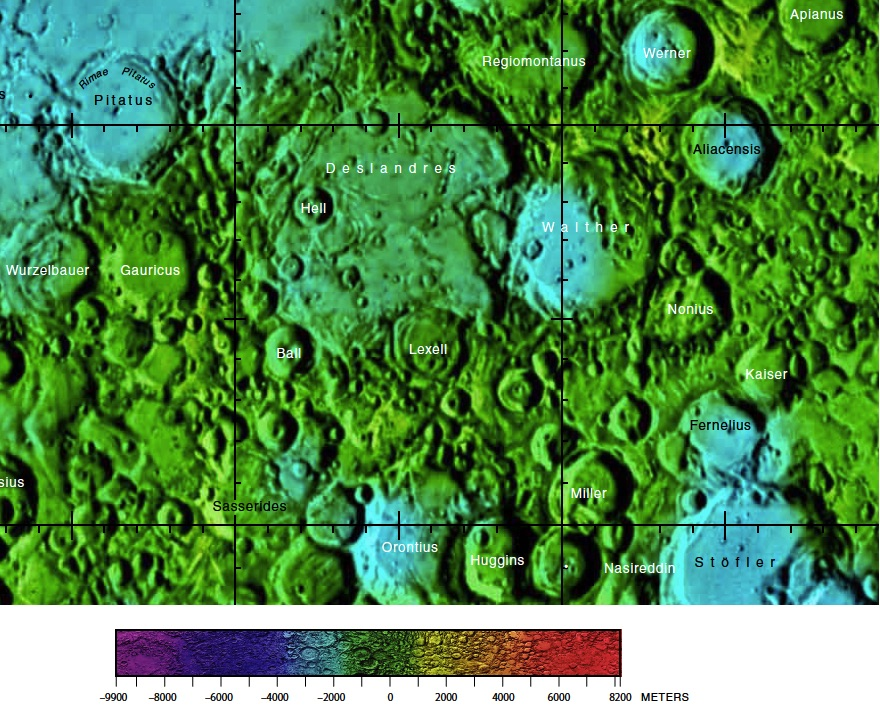
Околиці кратера Фернель. Фрагмент мапи видимого боку Місяця.

Найближчими сусідами кратера Фернель є кратер Нуніш на півночі; кратер Кайзер на північному сході; кратер Штефлер на півдні і кратер Міллер на заході південному заході. Селенографічні координати центру кратера 38°11′ пд. ш. 4°52′ сх. д. / 38.18° пд. ш. 4.86° сх. д., діаметр 68,4 км, глибина 3280 м.
Кратер Фернель розташований у материковій частині південної півкулі і має циркулярну чашоподібну форму. Вал згладжений й перекритий безліччю кратерів різних розмірів, західна частина валу перекрита сателітним кратером Фернель А (див. нижче), чаші кратерів сполучені вигнутою ущелиною. Дно чаші кратера порівняно рівне, поцятковане безліччю дрібних кратерів, без помітних структур.

## Сателітні кратери

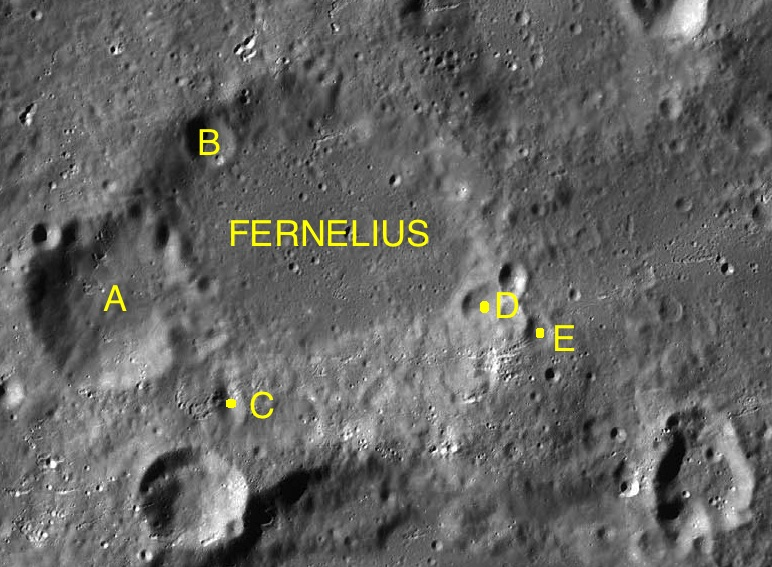
Фрагмент мапи LAC-112.

| Фернель | Координати                                              | Діаметр, км |
| ------- | ------------------------------------------------------- | ----------- |
| A       | 38°24′ пд. ш. 3°29′ сх. д. / 38.4° пд. ш. 3.48° сх. д.  | 29,6        |
| B       | 37°27′ пд. ш. 4°07′ сх. д. / 37.45° пд. ш. 4.12° сх. д. | 9,1         |
| C       | 38°56′ пд. ш. 4°22′ сх. д. / 38.94° пд. ш. 4.37° сх. д. | 6,7         |
| D       | 38°17′ пд. ш. 6°10′ сх. д. / 38.28° пд. ш. 6.16° сх. д. | 7,7         |
| E       | 38°24′ пд. ш. 6°34′ сх. д. / 38.4° пд. ш. 6.57° сх. д.  | 5,6         |